# Astragalus oxypterus
Astragalus oxypterus är en ärtväxtart som beskrevs av Antonina Georgievna Borissova. Astragalus oxypterus ingår i släktet vedlar, och familjen ärtväxter. Inga underarter finns listade i Catalogue of Life.